# 水野十子
水野 十子（みずの とおこ、8月7日 - ）は、日本の漫画家・イラストレーター。徳島県出身。血液型はO型。
1995年、「NIGHT WALK」（『ルナティックララ』（白泉社）12月10日号掲載）でデビュー。女性用の人気恋愛ゲーム『遙かなる時空の中で』（コーエー）シリーズのキャラクターデザインを手掛ける。同作品の漫画版を白泉社の漫画雑誌『LaLa DX』にて連載していた（2010年1月号完結）。
また、2007年には『LaLa DX』の姉妹誌である『LaLa』にて「王様ゲーム」が不定期で連載された。

## 作品リスト

### キャラクターデザイン
- 遙かなる時空の中でシリーズ
  - 遙かなる時空の中で
  - 遙かなる時空の中で2
  - 遙かなる時空の中で3
  - 遙かなる時空の中で〜八葉抄〜
  - 遙かなる時空の中で〜盤上遊戯〜
  - 遙かなる時空の中で3〜十六夜記〜
  - 遙かなる時空の中で3〜運命の迷宮〜
  - 遙かなる時空の中で〜舞一夜〜
  - 遙かなる時空の中で4
  - 遙かなる時空の中で 夢浮橋
  - 遙かなる時空の中で5
  - 遙かなる時空の中で5 風花記
  - 遙かなる時空の中で6
  - 遙かなる時空の中で6 幻燈ロンド
  - 遙かなる時空の中で7

### 漫画
- 『遙かなる時空の中で』 白泉社〈花とゆめコミックス〉、2000年 - 2010年、全17巻
  - 『愛蔵版 遙かなる時空の中で』 白泉社〈花とゆめコミックススペシャル〉、2012年、全8巻
- 『昔、朧なる男ありけり』 白泉社〈花とゆめコミックス〉、2002年、短編集
- 『遙かなる時空の中で4 ―はじまりの書―』 白泉社〈花とゆめコミックス〉、2009年、全1巻
- 『キミにXOXO（キス&ハグ）』 白泉社〈花とゆめコミックス〉、2011年、全1巻
- 『遙かなる時空の中で5』 白泉社〈花とゆめコミックス〉、2011年 - 、既刊2巻（2012年9月現在）
- 『遙かなる時空の中で6』 講談社〈KCx〉、2015年 - 2019年、全7巻
- 『遙かなる時空の中で7』 講談社〈KCデラックス〉、2021年 - 、既刊5巻（2024年7月現在）

### 画集
- 『遙かなる時空の中で』 白泉社、2002年、ISBN 978-4-592-73191-7
- 『遙かなる時空の中で 〜水野十子自選画集〜』 コーエー、2014年、ISBN 978-4-775-80918-1

### その他
- 『遙かなる時空の中で ファンブック』 白泉社〈花とゆめコミックススペシャル〉、2003年
- 『遙かなる時空の中で スーパーガイド』 白泉社〈花とゆめコミックススペシャル〉、2005年